# Friedrich Wachtsmuth
Friedrich Wachtsmuth, né le 7 juillet 1883 à Mittau dans le gouvernement de Courlande (appartenant à l'Empire russe) et mort le 21 janvier 1975 à Erbach (aujourd'hui dépendant d'Eltville en Allemagne), est un historien d'art et orientaliste allemand, spécialisé dans l'architecture irakienne.

## Biographie
Wachtsmuth naît en Courlande, province en partie germanophone entrée moins d'un siècle plus tôt dans l'Empire russe. Son père (dont il a reçu le même nom de baptême), est professeur de lettres allemandes au gymnasium de la ville, où le jeune Friedrich reçoit son instruction. Plus tard, il suit des études d'architecture à Riga (où il fait partie de la corporation étudiante Fraternitas Baltica), ensuite à Dresde et à Carlsruhe, où il reçoit son diplôme d'ingénieur civil (Dipl.-Ing.). Il travaille comme architecte de 1908 à 1910. De 1912 à 1915, il participe aux fouilles archéologiques de Babylone en Mésopotamie (alors partie de l'Empire ottoman, allié de l'Empire allemand).
En 1916, Wachtsmuth défend à l'université de Berlin sa thèse de promotion portant sur les édifices en briques de Mésopotamie, puis une autre en histoire de l'art présentée en 1922 auprès de Richard Hamann (1879-1961) à l'université de Marbourg. Sa thèse de doctorat d'habilitation est défendue en 1923 à l'université technique de Darmstadt et porte sur l'histoire de l'architecture du Moyen-Orient. Il est nommé professeur en 1929 à  l'université de Marbourg. Il participe aux fouilles de Ctésiphon en 1928-1929 et en 1931-1932.
Il entre au NSDAP en 1933 dès les premiers temps de l'avènement au pouvoir de Hitler à la chancellerie et fait partie des professeurs de l'enseignement supérieur qui lui prêtent serment solennel en novembre 1933. Quelques mois plus tard, il est nommé professeur ordinaire d'histoire de l'art du Moyen-Orient à l'université de Marbourg. Il s'intéresse à l'art de la construction des premières tribus aryennes de l'actuel Iran et de ses régions limitrophes. Il est nommé doyen de la faculté de philosophie en 1936. Mais il se rend impopulaire auprès de ses collègues en s'opposant à certains d'entre eux et en  se servant de sa position de réviseur au sein de la ligue nationale-socialiste des universitaires. Finalement le recteur de l'université, Leopold Zimmerl, le renvoie de son poste de doyen en 1938 pour arbitraire. Il poursuit ses activités à l'université de Francfort en 1943, dont il est renvoyé en 1945 à l'effondrement du régime du Troisième Reich et dix ans plus tard, il est inscrit à la liste des professeurs émérites.
Wachtsmuth a publié fréquemment dans les revues de la Société orientale allemande, dont il faisait partie, ainsi que dans la revue Ziegelindustrie à propos de l'architecture de briques.

## Quelques publications
- Der Backsteinbau der Neuzeit: die abendländische Backsteinbaukunst vom 15. Jahrhundert bis in die Gegenwart, Elwert, Marburg, 1942
- Der Backsteinbau der Neuzeit, Marburg, Elwert, 1942
- Die Widerspiegelung völkischer Eigentümlichkeiten in der altmorgenländischen Baugestaltung, Leipzig, 1938
- Der Backsteinbau, seine Entwicklungsgänge und Einzelbildungen im Morgen- und Abendland, Leipzig, J. C. Hinrichs, 1925
- Die islamischen Backsteinformen der Profanbauten im Irak, Berlin, Curtius, 1916